# یوتی‌وی‌ای
یوتی‌وی‌ای (انگلیسی: Utva) شرکت هوانوردی صربستانی است، که در سال ۱۹۳۷ تأسیس شد.